# Хелен, Йоана
Йоана Хелен (нем. Joana Hählen; 23 января 1992, Бельп) — швейцарская горнолыжница.  Специализируется в скоростных дисциплинах. Член сборной команды Швейцарии по горнолыжному спорту.

## Карьера
Хелен родом из Ленка из Бернского Оберланда, где она росла с сестрой-близнецом и старшей сестрой. В возрасте 15 лет, в ноябре 2007 года, она приняла участие в первом старте FIS. Первые выступления на Кубке Европы последовали в декабре 2008 года.
Дебют на этапах Кубка мира состоялся 29 ноября 2013 года.
Из-за травмы, Хелен пришлось пропустить весь сезон 2014/15 года. Следующей зимой 2015/16 года она четыре раза входила в топ-20 на этапах Кубка мира. В сезоне 2016/17 она в двух спусках была в 15 лучших.
В сезоне 2019/2020, 24 января 2020 года, Хелен достигла первого подиума на этапах Кубка мира, когда она заняла третье место в скоростном спуске. Через неделю в супергиганте на трассе в Розе Хутор, она вновь поднялась на подиум.

## Выступления на крупнейших соревнованиях

### Чемпионаты мира
| Чемпионат мира   | Скоростной спуск | Супергигант | Гигантский слалом | Слалом | Комбинация | Команды |
| ---------------- | ---------------- | ----------- | ----------------- | ------ | ---------- | ------- |
| 2017 Санкт-Мориц | —                | 13          | —                 | —      | —          | —       |
| 2019 Оре         | 16               | —           | —                 | —      | DNS2       | —       |

### Кубок мира

#### Подиум (5)
на 16 декабря 2023 года
| Сезон     | Дата            | Место проведения     | Дисциплина       | Место |
| --------- | --------------- | -------------------- | ---------------- | ----- |
| 2019/2020 | 24 января 2020  | Банско, Болгария     | Скоростной спуск | 3     |
| 2019/2020 | 2 февраля 2020  | Роза Хутор, Россия   | Супергигант      | 3     |
| 2021/2022 | 16 марта 2022   | Куршевель, Франция   | Скоростной спуск | 2     |
| 2022/2023 | 14 января 2023  | Санкт-Антон, Австрия | Супергигант      | 2     |
| 2023/2024 | 16 декабря 2023 | Валь-д’Изер, Франция | Скоростной спуск | 2     |